# Gare de Niversac
La gare de Niversac est une gare ferroviaire française de la ligne de Coutras à Tulle, située au lieu-dit Niversac sur le territoire de la commune de Saint-Laurent-sur-Manoire, dans le département de la Dordogne, en région Nouvelle-Aquitaine.
Elle est mise en service en 1860 par la Compagnie du chemin de fer de Paris à Orléans (PO) et devient une gare de bifurcation en 1863 avec l'ouverture de la Ligne de Niversac à Agen.
C'est une gare voyageurs de la Société nationale des chemins de fer français (SNCF), du réseau TER Nouvelle-Aquitaine, desservie par des trains express régionaux.

## Situation ferroviaire

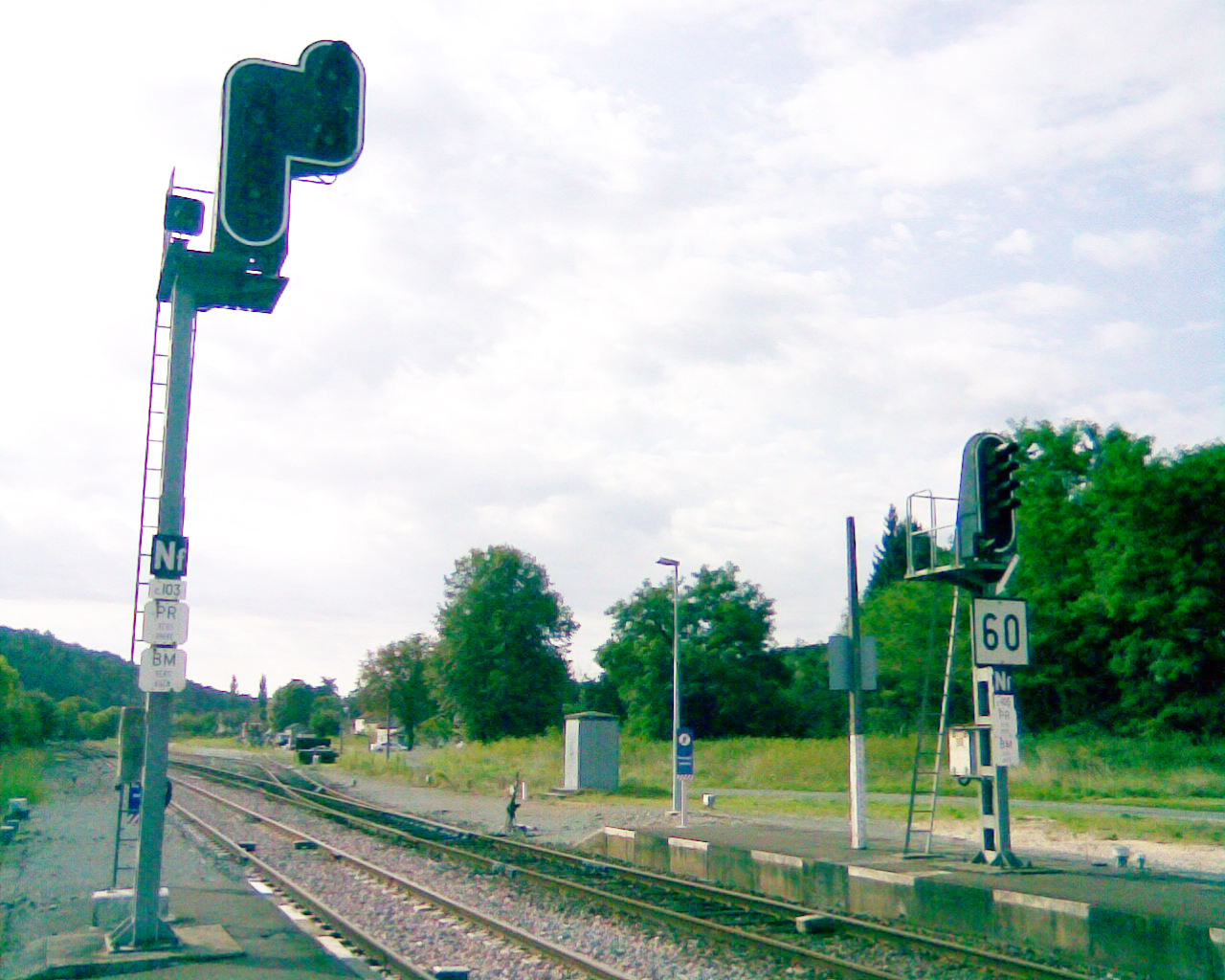
Les signaux de la bifurcation.

Établie à 115 mètres d'altitude, la gare de bifurcation de Niversac est située au point kilométrique (PK) 86,391 de la ligne de Coutras à Tulle, entre les gares de Boulazac et de Saint-Pierre-de-Chignac. 
Elle est également l'origine de la ligne de Niversac à Agen, avant la gare des Versannes.

## Histoire
La « station de Niversac » est mise en service le 17 septembre 1860, par la Compagnie du chemin de fer de Paris à Orléans (PO), lorsqu'elle ouvre à l'exploitation la section de Périgueux à Brive. Première des neuf gares ou stations intermédiaires, elle est située à environ 10 kilomètres de Périgueux. Dès  le 2 juin 1860, la double voie est opérationnelle entre la gare d'origine et Niversac. Au cours de cette même année 1860 débutent les travaux de la section de Périgueux à Agen d'une ligne de Limoges à Agen. La bifurcation, située à la sortie de la gare de Niversac, marque le début de la nouvelle ligne à voie unique, de Niversac à Agen, mise en service le 3 août 1863 par la compagnie du PO. 

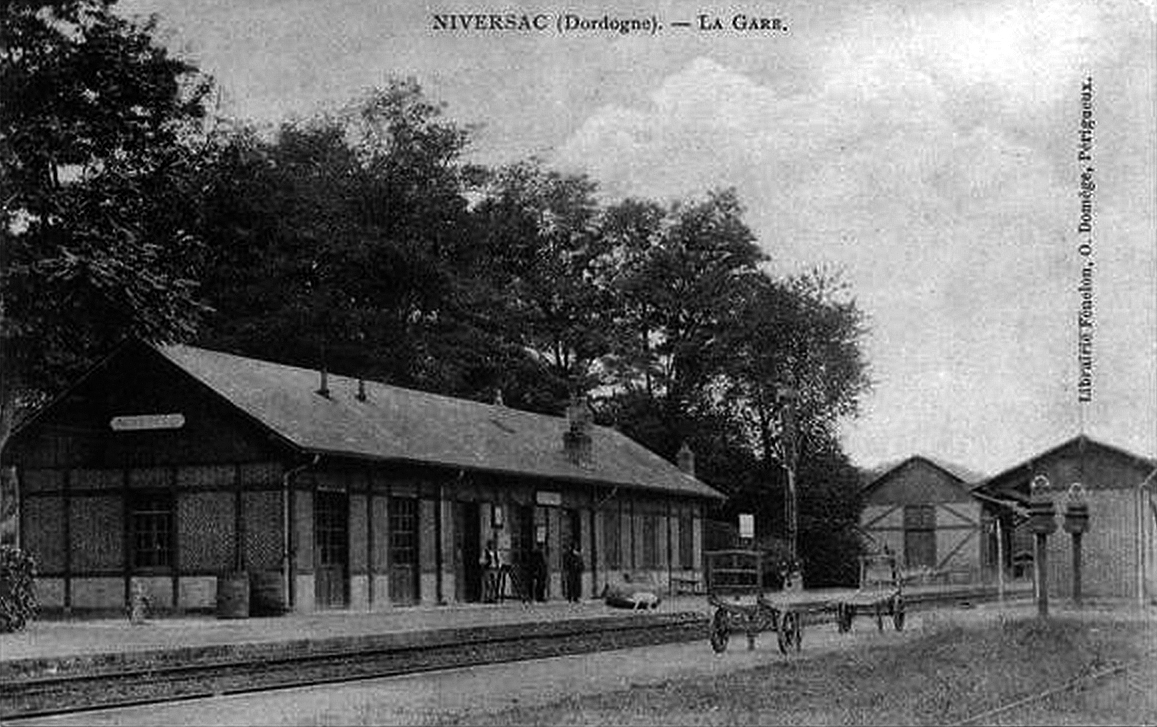
La gare vers 1900

En 1867, c'est la 63e station depuis Paris qui est à 510 km. Située à 11 km de Périgueux et 141 km d'Agen, elle a une situation isolée le long de la route nationale 89, à près de deux kilomètres au sud-est du bourg de la commune de Saint-Laurent-sur-Manoire qui compte 527 habitants au recensement de 1866.
La recette annuelle de la station est de 16 786 francs en 1877, de 15 164 francs en 1881 et de 20 757 francs en 1882.
En 1901, on installe un appareil à pétards et un mat sémaphorique à proximité du poste de Niversac.
En 1922, les voies sont modifiées pour « rendre indépendants les mouvements Périgueux-Brive et Agen-Périgueux ». Le poste B est déplacé.
En 2014, c'est une gare voyageurs d'intérêt local (catégorie C : moins de 100 000 voyageurs par an de 2010 à 2011), qui dispose de deux quais, un abri et une traversée de voie à niveau par le public (TVP).
En 2022, selon les estimations de la SNCF, la fréquentation annuelle de la gare était de 11 239 voyageurs contre 10 885 voyageurs en 2019 et 7 633 en 2018.
En 2021 et 2022, des travaux ont lieu visant à créer une voie en impasse permettant le retournement des trains de la navette ferroviaire de Périgueux.

## Fréquentation
La fréquentation de la gare est détaillée dans le tableau ci-dessous :
|           | 2015  | 2016  | 2017  | 2018  | 2019   | 2020  | 2021  | 2022   | 2023   |
| --------- | ----- | ----- | ----- | ----- | ------ | ----- | ----- | ------ | ------ |
| Voyageurs | 8 202 | 7 985 | 8 215 | 7 633 | 10 885 | 6 334 | 6 099 | 11 239 | 19 216 |

## Service des voyageurs

### Accueil

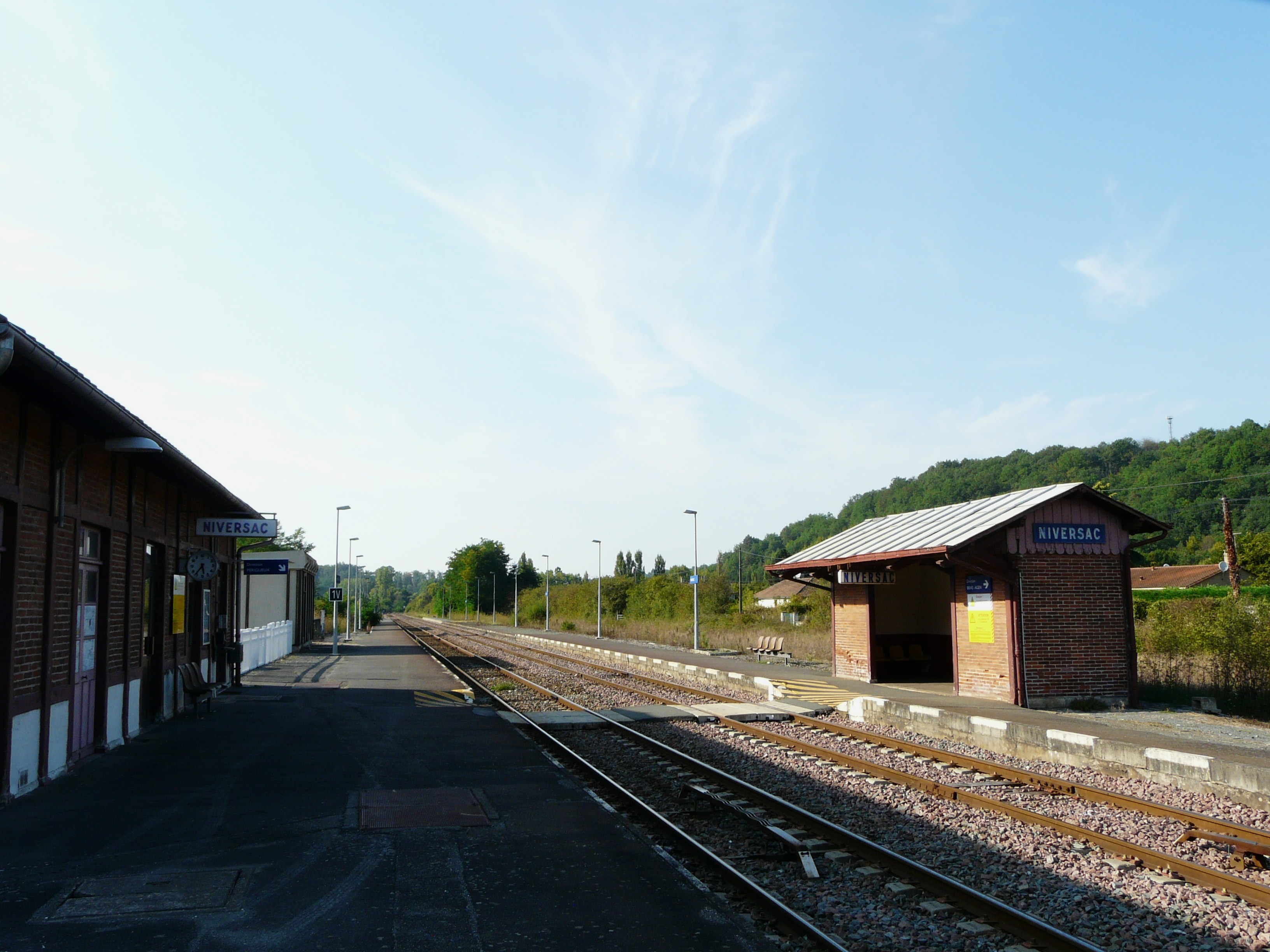
Intérieur de la gare

Gare SNCF, elle dispose d'un bâtiment voyageurs ouvert, et un abri sur le quai opposé.
Un passage à niveau planchéié permet la traversée des voies et l'accès aux quais.

### Desserte
C'est également une gare du réseau TER Nouvelle-Aquitaine, desservie par des trains express régionaux des lignes L32 Périgueux - Brive-la-Gaillarde, L34 Périgueux - Agen . Elle est également l'un des deux terminus de la ligne F32 Niversac - Mussidan, aussi appelée navette ferroviaire de Périgueux.

### Intermodalité
Le stationnement des véhicules est possible à proximité.

## Patrimoine ferroviaire
Le site de la gare comporte plusieurs édifices intéressants : le bâtiment voyageurs, qui a perdu trois travées depuis les années 1900, mais qui offre la particularité d'être le bâtiment provisoire d'origine, démontable, à ossature bois et comblements en briques ; un abri de quai également du modèle provisoire ; une ancienne halle à marchandises ; et un ancien château d'eau utilisé du temps des locomotives à vapeur, qui peut avoir pour origine un dessin de la Compagnie du chemin de fer Grand-Central de France.

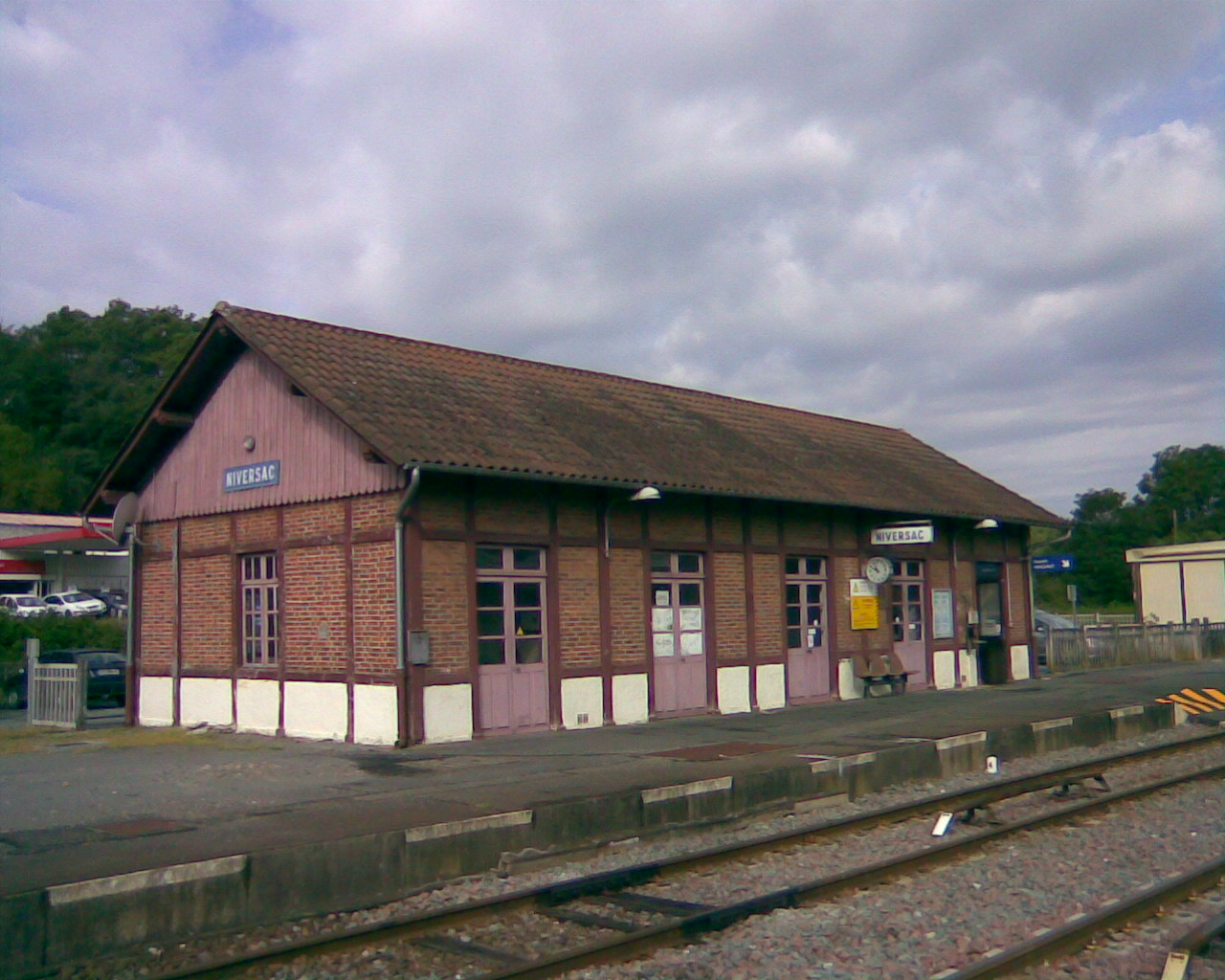
Le bâtiment voyageurs en 2009.
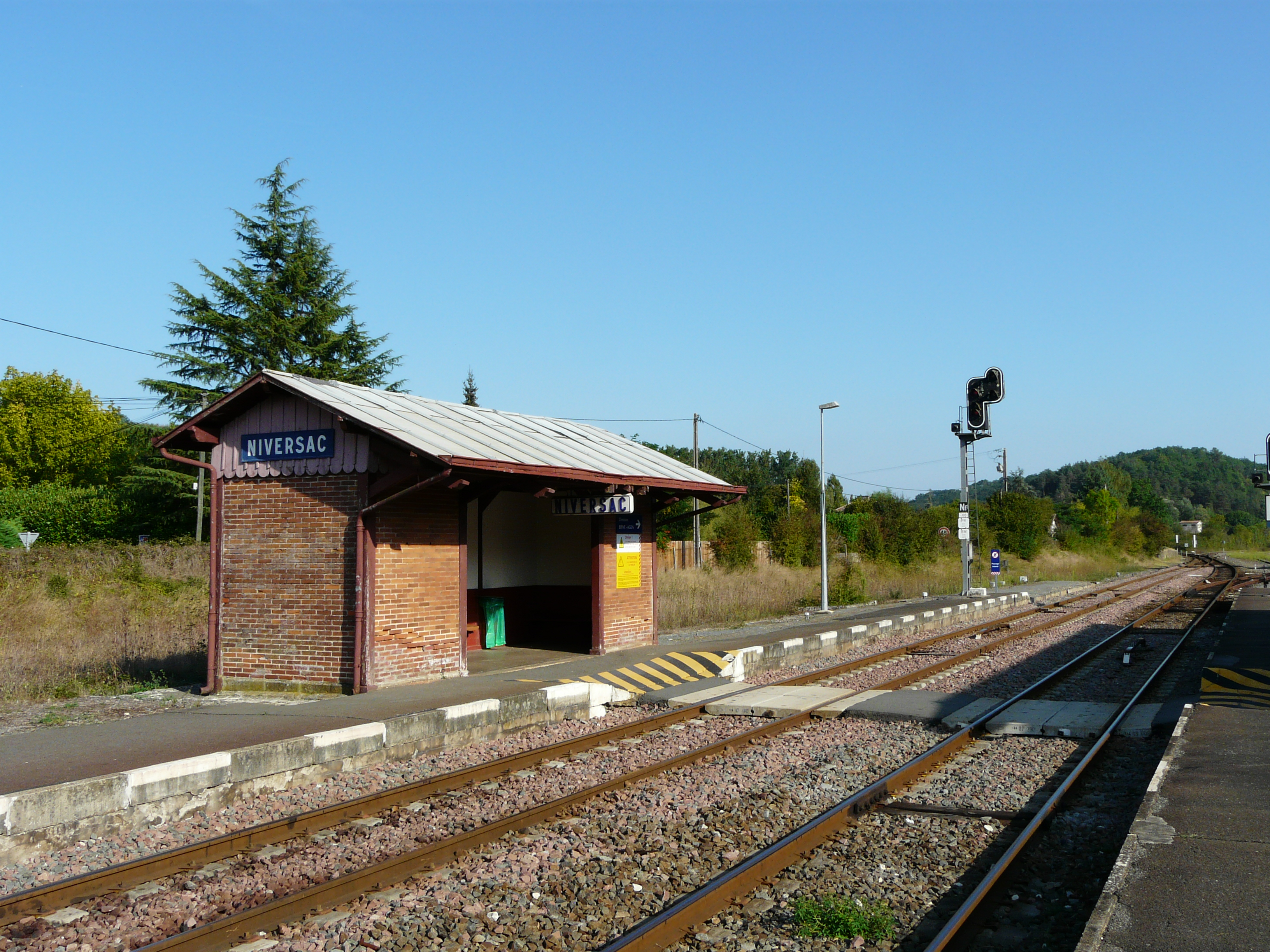
L'abri de quai en 2012.
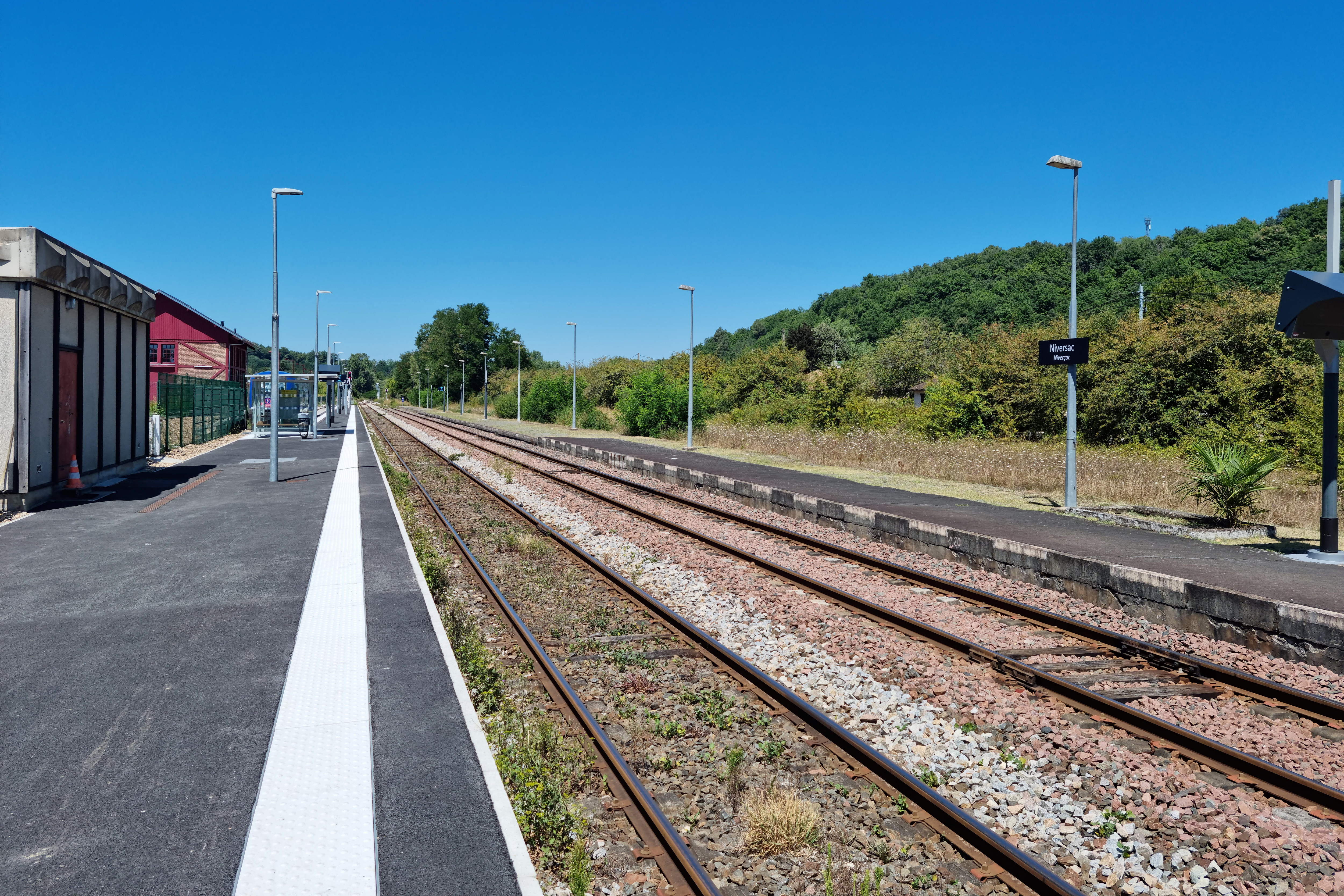
Les quais en 2022.
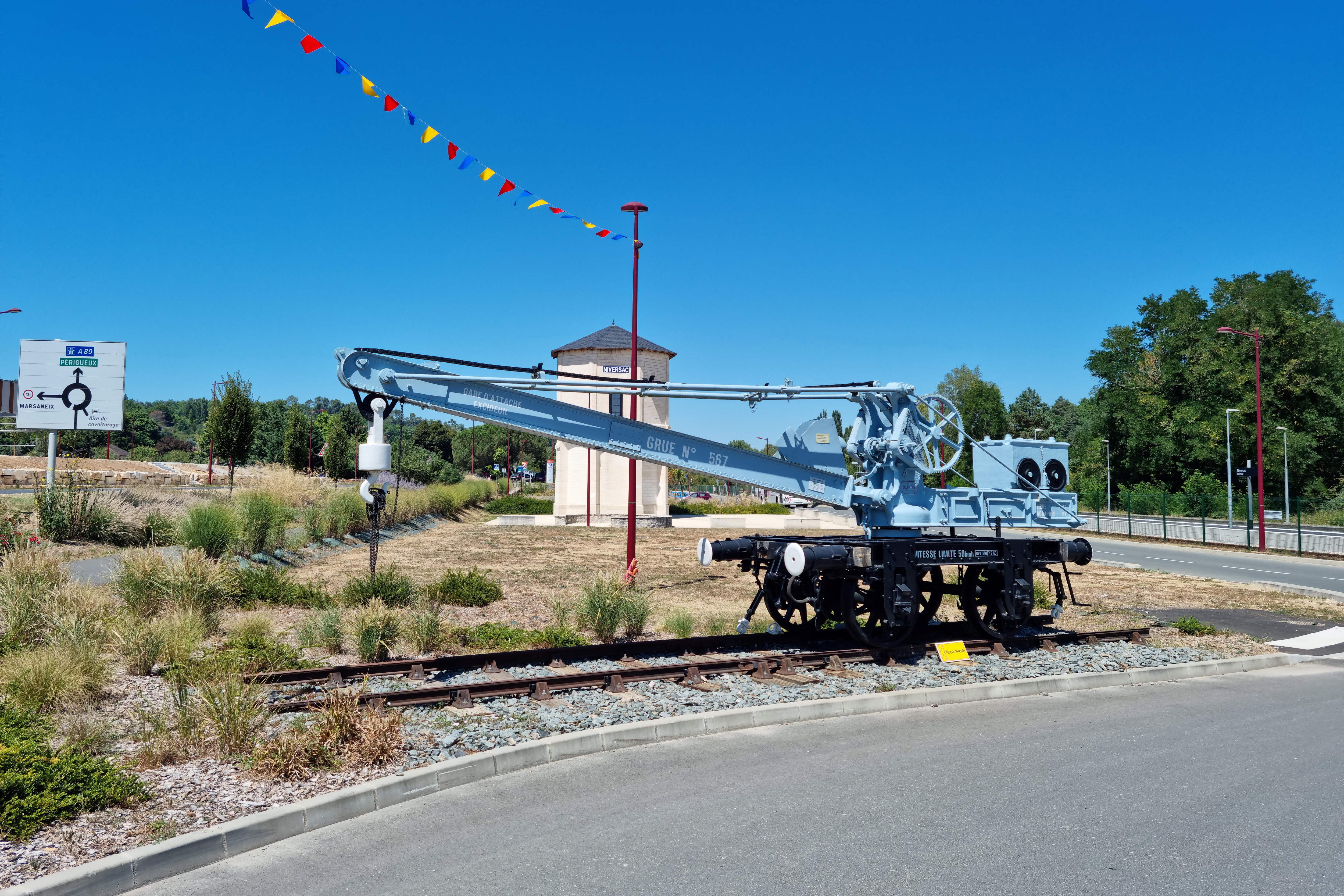
Wagon-grue ferroviaire de 1924 et château d'eau.